# Portada/efemèride gener 1
Pepeta Planas
« 31 de desembre · 1 de gener · 2 de gener »